# Campeonato Ecuatoriano de Fútbol 2005
El Campeonato Ecuatoriano de Fútbol 2005, conocido oficialmente como «Campeonato Nacional de Fútbol 2005», también llamado comercialmente como «Copa Pilsener 2005», fue la 47.ª edición del Campeonato nacional de fútbol profesional en Ecuador la cual fue la primera y única vez que se jugaron los dos torneos cortos: Apertura y Clausura. En el Torneo Apertura contó con la participación de 10 equipos el campeón clasificó a la Copa Libertadores 2006 y el último descendió a la Serie B, los ocho primeros clasificaron a los Play-Offs. La competencia se celebró entre el 12 de febrero de 2005 y el 24 de julio de 2005. En el Torneo Clausura también contó con la participación de 10 equipos los seis primeros clasificaron a la Liguilla Final y el último descendió a la Serie B, los dos primeros de la Liguilla Final clasificaron a la Copa Libertadores 2006. La competencia se celebró entre el 29 de julio de 2005 y el 21 de diciembre de 2005. La Serie A fue disputada por diez clubes de fútbol.
Liga Deportiva Universitaria se proclamó Campeón Nacional del Torneo Apertura 2005, obtuvo el 8.° título de su historia. Por su parte, El Nacional se proclamó Campeón Nacional del Torneo Clausura 2005, obtuvo el 12.º título de su historia.
Fue el debut y antecedente directo de los actuales torneos cortos. Este formato solo duró por este año, con la adopción de las modalidades mexicana y chilena y el estreno de los Play-Offs solo en el Torneo Apertura de 2005. Mientras tanto, Este formato que es el nuevo formato (sin los Play-Offs), solo en el Torneo Clausura del mismo año.
El campeón de cada torneo (Apertura y Clausura) consiguió un cupo directo para la Copa Libertadores 2006.
El vicecampeón del torneo Clausura consiguió un cupo directo para la Primera Fase de la Copa Libertadores 2006.

## Sistema de juego

### Torneo Apertura
Por primera, en el fútbol ecuatoriano, se disputaron dos torneos cortos de modalidad mexicana en este año. El experimento fue aprobado por los 10 equipos en la Serie A de esa temporada, con partidos de ida y vuelta entre todos ellos. Al final de los 18 encuentros, el que se ubicó en el último lugar descendió automáticamente a la Serie B.
El equipo que quedó penúltimo en la tabla fue el único que no jugó la siguiente etapa del Torneo Apertura.
Los 8 restantes pasaron a disputar esta etapa que se denominó Play-offs, desde los cuartos de final. Por primera y única vez se formaron llaves de enfrentamientos que estuvieron estructuradas así: el primero jugó con el octavo, el segundo con el séptimo, el tercero con el sexto y el cuarto con el quinto.
Los ganadores formaron llaves de Semifinales que quedaron así: el vencedor entre el primero y octavo jugó con el vencedor entre el cuarto y el quinto. En tanto, el triunfador entre el segundo y séptimo midió fuerzas con el mejor entre el tercero y el sexto.
Finalmente, los 2 ganadores disputaron encuentros de ida y vuelta para definir el campeón del Torneo Apertura 2005 y ser el primero en clasificar a la Copa Libertadores 2006. La ventaja de cerrar como local cada llave fue a favor del mejor equipo ubicado en la tabla general de la primera parte del torneo.

### Torneo Clausura
El segundo torneo de 2005 no repitió el esquema seguido en el Torneo Apertura 2005.
Esta vez los 10 equipos de la máxima división del fútbol nacional jugaron una modalidad todos contra todos. Al final de la disputa de los 18 partidos, el equipo ubicado en el último lugar descendió de manera automática a la Serie B.
Los 6 equipos ubicados en los primeros lugares, clasificaron de manera automática a la Liguilla final del campeonato. Los equipos que quedaron en las ubicaciones 7, 8 y 9 de la tabla terminaron su participación en el año y perdieron la posibilidad de disputar la siguiente fase del Torneo Clausura.
Los 6 equipos jugaron un total de 10 partidos cada uno, luego de lo que el equipo ubicado en primer lugar se consagró como campeón del torneo y clasificó a la Copa Libertadores como la segunda siembra del Ecuador en la contienda internacional. El equipo ubicado como segundo entró como el tercer clasificado por Ecuador 3 a la Copa Libertadores 2006.

## Relevo anual de clubes

### Torneo Apertura
| Pos | Ascendidos a la Serie A                   |
| --- | ----------------------------------------- |
| 1.º | Deportivo Quevedo (Campeón de la Serie B) |
| 2.º | Liga de Loja (Subcampeón de la Serie B)   |

| Pos  | Descendidos a la Serie B                        |
| ---- | ----------------------------------------------- |
| 9.º  | Macará (Penúltimo puesto de la Tabla acumulada) |
| 10.º | Espoli (Último puesto de la Tabla acumulada)    |

### Torneo Clausura
| Pos | Ascendido a la Serie A         |
| --- | ------------------------------ |
| 1.º | Espoli (Campeón de la Serie B) |

| Pos  | Descendido a la Serie B                                     |
| ---- | ----------------------------------------------------------- |
| 10.º | Deportivo Quevedo (Último puesto de la Tabla de Posiciones) |

## Torneo Apertura

### Clasificación
| Pos. | Equipo                | Pts. | PJ | G  | E | P  | GF | GC | Dif. | Clasificación o descenso      |
| ---- | --------------------- | ---- | -- | -- | - | -- | -- | -- | ---- | ----------------------------- |
| 1    | Liga de Quito         | 41   | 18 | 13 | 2 | 3  | 48 | 22 | +26  | Clasificados a los Play-offs. |
| 2    | El Nacional           | 33   | 18 | 9  | 6 | 3  | 41 | 27 | +14  | Clasificados a los Play-offs. |
| 3    | Barcelona             | 26   | 18 | 7  | 5 | 6  | 19 | 31 | −12  | Clasificados a los Play-offs. |
| 4    | Deportivo Cuenca      | 25   | 18 | 7  | 4 | 7  | 26 | 28 | −2   | Clasificados a los Play-offs. |
| 5    | Liga de Loja          | 25   | 18 | 7  | 4 | 7  | 35 | 38 | −3   | Clasificados a los Play-offs. |
| 6    | Deportivo Quito       | 24   | 18 | 7  | 3 | 8  | 36 | 23 | +13  | Clasificados a los Play-offs. |
| 7    | Aucas                 | 24   | 18 | 7  | 3 | 8  | 22 | 27 | −5   | Clasificados a los Play-offs. |
| 8    | Olmedo                | 23   | 18 | 6  | 5 | 7  | 22 | 25 | −3   | Clasificados a los Play-offs. |
| 9    | Emelec                | 20   | 18 | 5  | 5 | 8  | 24 | 31 | −7   |                               |
| 10   | Deportivo Quevedo (D) | 9    | 18 | 2  | 3 | 13 | 22 | 43 | −21  | Descendió a la Serie B.       |

 Fuente: FEF
Criterios de clasificación: 1) Puntos; 2) Diferencia de gol; 3) Goles anotados; 4) Goles de visitante; 5) Sorteo.

### Fase final
|  | Cuartos de final  | Cuartos de final | Cuartos de final |   |               | Semifinales      | Semifinales      | Semifinales      |  |  | Final            | Final            | Final            |
|  | 6 y 10 de julio   | 6 y 10 de julio  | 6 y 10 de julio  |   |               | 13 y 17 de julio | 13 y 17 de julio | 13 y 17 de julio |  |  | 20 y 24 de julio | 20 y 24 de julio | 20 y 24 de julio |
|  |                   |                  |                  |   |               |                  |                  |                  |  |  |                  |                  |                  |
|  | Liga de Quito     | 1                | 5                |   |               |                  |                  |                  |  |  |                  |                  |                  |
|  | Olmedo            | 1                | 1                |   |               |                  |                  |                  |  |  |                  |                  |                  |
|  | Olmedo            | 1                | 1                |   | Liga de Quito | 1                | 3                |                  |  |  |                  |                  |                  |
|  |                   |                  |                  |   | Liga de Quito | 1                | 3                |                  |  |  |                  |                  |                  |
|  |                   | Deportivo Cuenca | 2                | 1 |               |                  |                  |                  |  |  |                  |                  |                  |
|  | Deportivo Cuenca* | Deportivo Cuenca | 2                | 1 | 1             | 3                |                  |                  |  |  |                  |                  |                  |
|  | Deportivo Cuenca* |                  |                  |   | 1             | 3                |                  |                  |  |  |                  |                  |                  |
|  | Liga de Loja      | 1                | 3                |   |               |                  |                  |                  |  |  |                  |                  |                  |
|  |                   |                  |                  |   |               |                  |                  |                  |  |  | Liga de Quito    | 0                | 3                |
|  |                   |                  | Barcelona        | 1 | 0             |                  |                  |                  |  |  |                  |                  |                  |
|  | Barcelona*        | 0                | 2                |   |               |                  |                  |                  |  |  |                  |                  |                  |
|  | Deportivo Quito   | 2                | 0                |   |               |                  |                  |                  |  |  |                  |                  |                  |
|  | Deportivo Quito   | 2                | 0                |   | Barcelona     | 1                | 2                |                  |  |  |                  |                  |                  |
|  |                   |                  |                  |   | Barcelona     | 1                | 2                |                  |  |  |                  |                  |                  |
|  |                   | El Nacional      | 1                | 1 |               |                  |                  |                  |  |  |                  |                  |                  |
|  | El Nacional       | El Nacional      | 1                | 1 | 0             | 4                |                  |                  |  |  |                  |                  |                  |
|  | El Nacional       |                  |                  |   | 0             | 4                |                  |                  |  |  |                  |                  |                  |
|  | Aucas             | 0                | 0                |   |               |                  |                  |                  |  |  |                  |                  |                  |

### Final
| 20 de julio de 2005 | Barcelona     | 1:0 (1:0) | Liga de Quito | Estadio Monumental, Guayaquil |  |
|                     | Caicedo 45+2' | Reporte   |               |                               |  |

| 24 de julio de 2005 | Liga de Quito                        | 3:0 (1:0) (Global 3:1) | Barcelona | Estadio Casa Blanca, Quito |  |
|                     | Espínola 5' · Salas 64' · Reasco 69' | Reporte                |           |                            |  |

|                                                 |
|                                                 |
| Campeón Liga Deportiva Universitaria 8.º título |

## Torneo Clausura

### Clasificación
| Pos. | Equipo           | Pts. | PJ | G | E | P  | GF | GC | Dif. | Clasificación o descenso          |
| ---- | ---------------- | ---- | -- | - | - | -- | -- | -- | ---- | --------------------------------- |
| 1    | El Nacional      | 31   | 18 | 9 | 4 | 5  | 42 | 27 | +15  | Clasificados a la Liguilla final. |
| 2    | Aucas            | 29   | 18 | 9 | 2 | 7  | 28 | 21 | +7   | Clasificados a la Liguilla final. |
| 3    | Olmedo           | 27   | 18 | 7 | 6 | 5  | 25 | 23 | +2   | Clasificados a la Liguilla final. |
| 4    | Deportivo Cuenca | 27   | 18 | 6 | 9 | 3  | 19 | 19 | 0    | Clasificados a la Liguilla final. |
| 5    | Liga de Quito    | 26   | 18 | 7 | 5 | 6  | 25 | 20 | +5   | Clasificados a la Liguilla final. |
| 6    | Barcelona        | 26   | 18 | 7 | 5 | 6  | 26 | 25 | +1   | Clasificados a la Liguilla final. |
| 7    | Espoli           | 23   | 18 | 7 | 2 | 9  | 29 | 31 | −2   |                                   |
| 8    | Deportivo Quito  | 23   | 18 | 5 | 8 | 5  | 21 | 27 | −6   |                                   |
| 9    | Emelec           | 21   | 18 | 5 | 6 | 7  | 20 | 25 | −5   |                                   |
| 10   | Liga de Loja (D) | 11   | 18 | 2 | 5 | 11 | 22 | 39 | −17  | Descendió a la Serie B.           |

 Fuente: FEF
Criterios de clasificación: 1) Puntos; 2) Diferencia de gol; 3) Goles anotados; 4) Goles de visitante; 5) Sorteo.
| +3 | El primer lugar de la fase Todos contra todos recibió tres puntos de bonificación en la Liguilla final. |
| +2 | El segundo lugar de la fase Todos contra todos recibió dos puntos de bonificación en la Liguilla final. |
| +1 | El tercer lugar de la fase Todos contra todos recibió un punto de bonificación en la Liguilla final.    |

### Liguilla final
| Pos. | Equipo           | Pts. | PJ | G | E | P | GF | GC | Dif. | Clasificación                                   |
| ---- | ---------------- | ---- | -- | - | - | - | -- | -- | ---- | ----------------------------------------------- |
| 1    | El Nacional (C)  | 25   | 10 | 7 | 1 | 2 | 23 | 9  | +14  | Campeón. Clasificado a la Copa Libertadores.    |
| 2    | Deportivo Cuenca | 20   | 10 | 6 | 2 | 2 | 12 | 10 | +2   | Subcampeón. Clasificado a la Copa Libertadores. |
| 3    | Liga de Quito    | 17   | 10 | 5 | 2 | 3 | 20 | 13 | +7   | Clasificado a la Copa Libertadores.             |
| 4    | Aucas            | 12   | 10 | 3 | 1 | 6 | 17 | 24 | −7   |                                                 |
| 5    | Olmedo           | 9    | 10 | 2 | 2 | 6 | 7  | 15 | −8   |                                                 |
| 6    | Barcelona        | 8    | 10 | 2 | 2 | 6 | 6  | 14 | −8   |                                                 |

 Fuente: FEF
Criterios de clasificación: 1) Puntos; 2) Diferencia de gol; 3) Goles anotados; 4) Goles de visitante; 5) Sorteo.
Notas:
1. ↑  El primer lugar de la fase Todos contra todos recibió tres puntos de bonificación en la Liguilla final.
2. ↑  El segundo lugar de la fase Todos contra todos recibió dos puntos de bonificación en la Liguilla final.
3. ↑  El tercer lugar de la fase Todos contra todos recibió un punto de bonificación en la Liguilla final.

### Campeón
|                                 |
|                                 |
| Campeón El Nacional 12.º título |

## Goleadores
| Jugador        | Equipo        | Goles |
| -------------- | ------------- | ----- |
| Wilson Segura  | Liga de Loja  | 28    |
| Félix Borja    | El Nacional   | 23    |
| Gabriel García | Liga de Quito | 22    |
| Omar Guerra    | Aucas         | 17    |
| Ariel Graziani | Liga de Quito | 16    |
| Pablo Palacios | Aucas         | 16    |

## FEF y el fracaso del proyecto "El Canal del fútbol"
A finales del año 2004, los derechos habían quedado en manos de Gamavisión y Teleamazonas para la emisión de dichos partidos.
Pero no fue hasta noviembre del 2004 donde la Federación Ecuatoriana de Fútbol tenía en mente un proyecto de la creación de un canal "monopolista" que se encargue de transmitir el torneo de todos los equipos bajo una modalidad "Pay Per View" o en español "Pague por Ver", dicha entidad se llamó: "El Canal del Fútbol".
En ese entonces todo iba según la previsto, que hasta ya había una alianza comercial extranjera entre Full Play y TV Cable para la emisión de los partidos de este torneo, cuyas intenciones no fueron para nada beneficiosas debido a que la gran mayoría de ciudadanos ecuatorianos no disponían de los recursos necesarios para adquirir un servicio de cableoperador en sus hogares cuando el partido se transmitía en su misma ciudad.
Suscitados esos acontecimientos, en ese entonces la Defensoría del Pueblo (Ecuador) había estado investigando "eventuales violaciones" a los derechos humanos por la creación de "El Canal del Fútbol". En su intervención el Sr. Claudio MuecKay Arcos (Defensor del Pueblo) sentenció sus argumentos basándose en el art. 23, numeral 10 que señala: "El derecho a la comunicación social y a acceder, en igualdad de condiciones, a frecuencias de radio y televisión".
Dicha resolución obligó al titular de la Federación Ecuatoriana de Fútbol, Luis Chiriboga Parra a no continuar con el proyecto y desistirlo de manera momentánea. Así entonces los representantes de los clubes pudieron negociar los derechos de transmisión de acuerdo a sus intereses económicos y comerciales dejando a la ciudadanía una vez más con la oportunidad de seguir presenciando el fútbol ecuatoriano por señal abierta.
En conclusión, este torneo estuvo a punto de ser transmitido por televisión por cable en donde se pretendía cobrar al hincha: 10 USD al mes por suscribirse. Tantas fueron las quejas de clubes como Liga Deportiva Universitaria de Quito y Barcelona Sporting Club que solicitaron a la FEF que se rescinda el contrato y se permita negociar los derechos televisivos como era de costumbre. Propio de en ese entonces Presidente del Ecuador, Lucio Gutiérrez y varios diputados de su gabinete, se sumaron a la causa.
Al final Canal Uno (Ecuador) y Teleamazonas se quedaron con los derechos 7 y 3 equipos respectivamente para las transmisiones deportivas de este torneo.